# Old Saint Paul’s (Wellington)

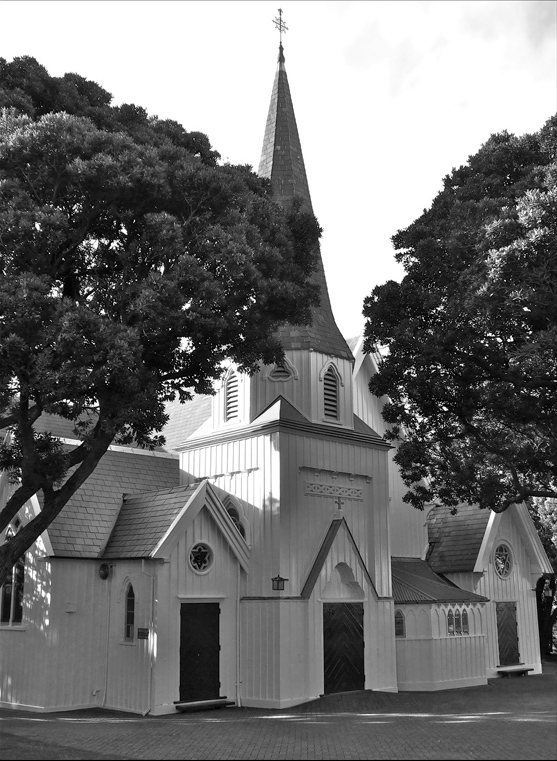
Außenansicht von Old Saint Paul’s
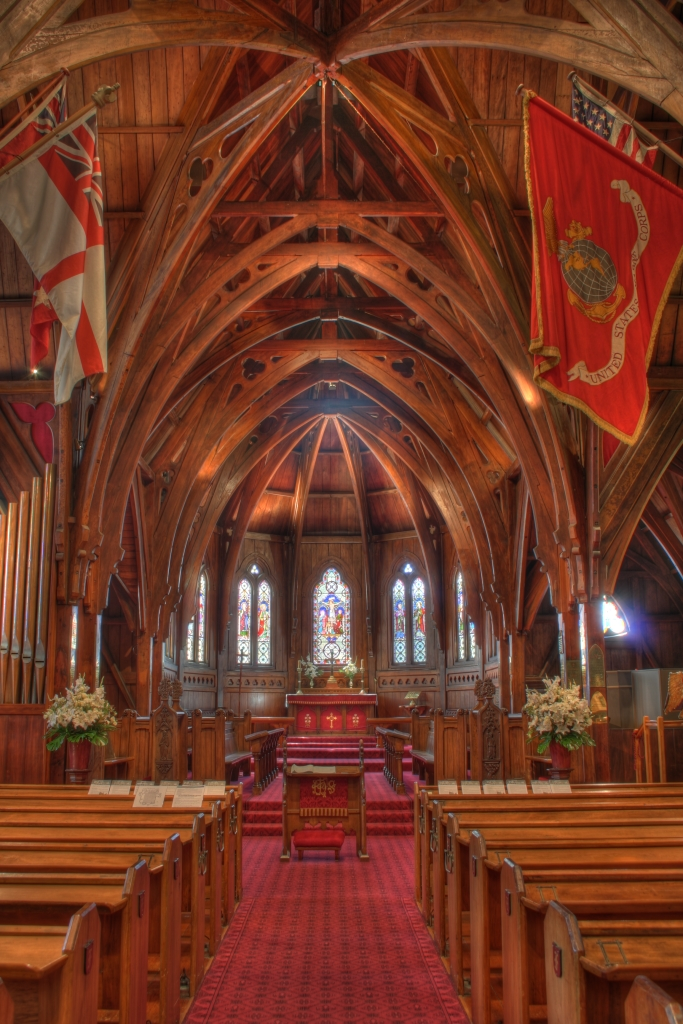
Kirchenschiff
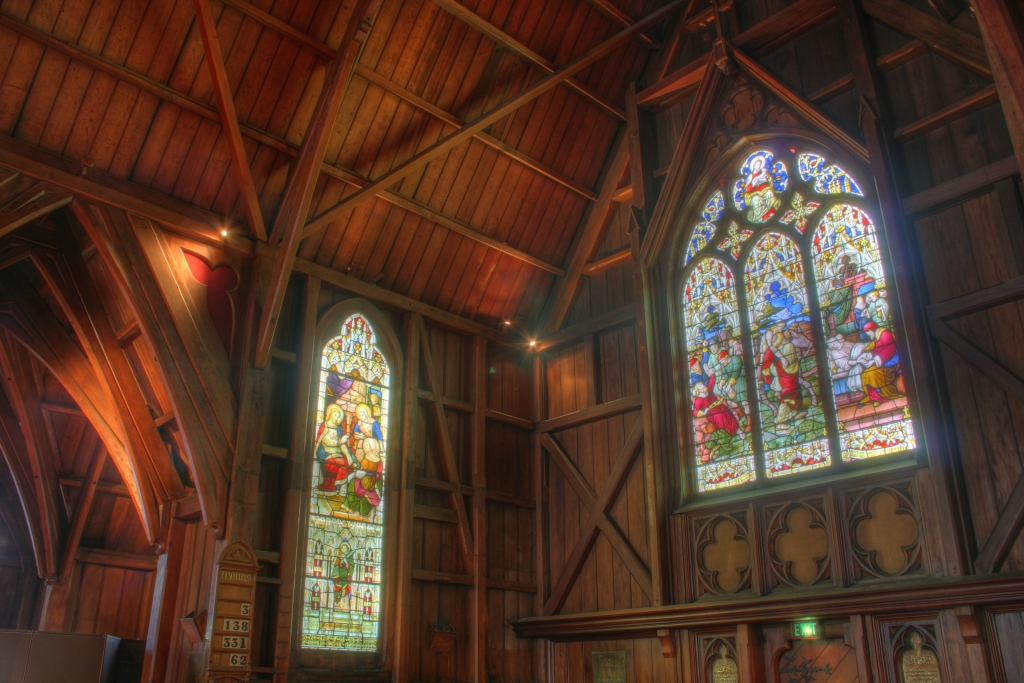
Glasmalereien im Südschiff

Old Saint Paul’s ist  eine ehemalige Kathedrale der Anglican Church in Aotearoa, New Zealand and Polynesia in der Diözese Wellington. Ihr Bau begann 1855. Von 1866 bis zum Umzug in den Nachfolgebau im Jahre 1964 war sie die Prokathedrale der Diözese Wellington.
Sie ist ein Beispiel der Neugotik des 19. Jahrhunderts, die an die in der Kolonie herrschenden Bedingungen und die verfügbaren Materialien angepasst wurde. Sie befindet sich in der Mulgrave Street im Stadtteil Thorndon im neuseeländischen Wellington, nahe dem neuseeländischen Parlamentsgebäude.
Old St. Paul’s wurde von Reverend Frederick Thatcher, damals Vikar von St. Paul’s in Thorndon, entworfen. Sie wurde vollständig aus in Neuseeland heimischen Hölzern erbaut und besitzt Glasmalereien auf den Fenstern.
Im Kirchenschiff hängen die Flaggen der Royal Navy, der neuseeländischen Handelsmarine und der während des Zweiten Weltkrieges in Wellington stationierten 2. US-Marineinfanteriedivision. Die Kirche unterhält enge Beziehungen zu den neuseeländischen Verteidigungskräften. An einigen Wänden und Säulen sind Gedenktafeln angebracht, von denen viele den Kriegstoten des Ersten Weltkrieges gewidmet sind. Eine ist dem für seine Biographie  von James Cook bekannten Wellingtoner Historiker J.C. Beaglehole gewidmet.
1964 zog die Gemeinde in die neue Wellington Cathedral of Saint Paul um. Die alte Kirche wurde nach einer Auseinandersetzung um den geplanten Abriss des Gebäudes 1967 von der neuseeländischen Regierung erworben.
Old St. Paul’s wird heute vom New Zealand Historic Places Trust verwaltet. Obwohl es keine Pfarrkirche mehr ist, bleibt sie als Kirche geweiht und wird gern für Hochzeiten, Begräbnisse und andere Gottesdienste genutzt.